# Torre de Juan Abad
Torre de Juan Abad és un municipi de la província de Ciudad Real a la comunitat autònoma de Castella-La Manxa.

## Demografia
| 1991  | 1996  | 2001  | 2004  |
| ----- | ----- | ----- | ----- |
| 1.782 | 1.521 | 1.376 | 1.349 |

## Història
Les primeres referències sobre la localitat es remunten a l'edat mitjana; concretament a les Cròniques d'Alfons VIII de Castella, que va prendre "Feznavessore" (Hisn ibn Xoray) als musulmans. Del seu castell, en el qual va estar pres Hixem III, un dels últims califes de Còrdova, queden les ruïnes en l'estret de les torres. La fortalesa vigilava el pas del Dañador, que era un dels accessos de la Via Augusta des d'Andalusia cap a Llevant. Hi ha dubtes sobre l'existència real de Juan Abad, de qui rep el seu nom la vila, que va deure ser un dels primers pobladors de la vila. Es diu que va pertànyer a l'Orde de Santiago i depenia de Montiel. Rodrigo Manrique, avançat de Segura, li va segregar el terme de Belmonte de la Sierra, en l'actualitat Villamanrique. Jorge Manrique va arribar a ésser comendador de Montizón.
Durant el regnat de les Reis Catòlics se li van concedir privilegis per enviar alguns soldats a la conquesta de Granada. Francisco de Quevedo va ser senyor de la vila, encara que va haver plets per això durant alguns segles, i va allotjar en la seva casa al rei Felip IV d'Espanya. Durant el segle xvii es van segregar els termes de Castellar de Santiago i de Torrenueva. En 1873, durant les guerres carlines, va haver un assalt a la casa de Juan Frías protagonitzat per "liberals" que venien dels pobles d'Urda i Campo de Criptana.